# Park Sung-chul
Park Sung-chul o Pak Song-chol (idioma coreano: 박성철; 2 de septiembre de 1913 - 28 de octubre de 2008) fue un político norcoreano y Premier de Corea del Norte entre 1976 y 1977.

## Biografía
Se unió al Ejército Revolucionario Popular de Corea en 1934 y tuvo participación en la guerra de Corea (1950-1953). Entre 1959 y 1962 fue nombrado Ministro de Exteriores y en 1970 fue nombrado Vicepremier de Corea del Norte. Tuvo un rol importante al firmar la Declaración Conjunta Norte-Sur del 4 de julio de 1972 e hizo una visita no oficial a Corea del Sur para reunirse con el Presidente Park Chung-hee, con miras de aplicar la declaración conjunta y negociar una posible reunificación coreana. En 1976 fue escogido como Premier y gobernó hasta el año siguiente, cuando fue nombrado Vicepresidente de la República. En 1998 se retiró de la vida pública y fue nombrado Vicepresidente Honorario del Presidium de la Asamblea Suprema del Pueblo.
Fue un miembro importante del politburó del Partido de los Trabajadores de Corea hasta 2003 cuando apareció públicamente por última vez. Falleció en 2008 luego de una larga enfermedad, según los medios oficiales de comunicación norcoreanos.